# Monumento all'Italia

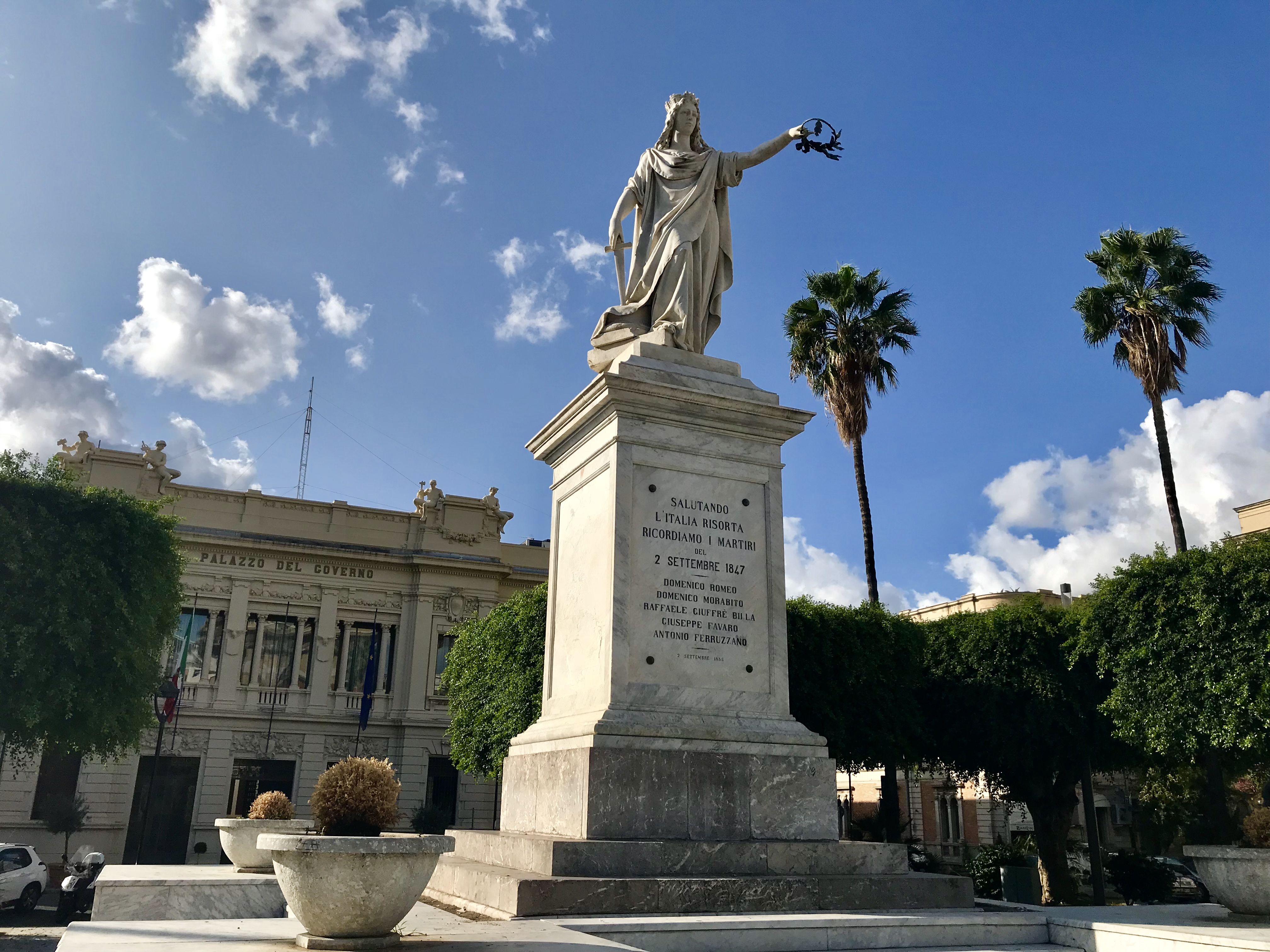
La statua dell'Italia al centro della piazza.

Il monumento a Vittorio Emanuele II o monumento all'Unità d'Italia sorge al centro di piazza Vittorio Emanuele II a Reggio Calabria. La piazza infatti è usualmente conosciuta come piazza Italia per la presenza del monumento stesso.
Opera dello scultore Rocco Larussa del 1868, il monumento è costituito da una statua marmorea alta 3 m che rappresenta l'Italia turrita mentre esorta i suoi figli, con in mano la spada, a spezzare le catene di Roma e Venezia per fare l'unità nazionale. Il monumento è posto a ricordo dei martiri del 2 settembre 1847, caduti insieme a molti altri martiri che si ribellarono ai regnanti Borboni.
La statua, in marmo bianco di Carrara, è alta tre metri. È scolpita raffigurando le fattezze di una sovrana con le trecce sciolte sulle spalle, nell'atto di impugnare una spada con la mano destra, mentre con la sinistra sostiene una corona intrecciata di foglie d'alloro.
Il basamento reca la seguente iscrizione:
Per quest'opera il Larussa vinse il titolo di professore di scultura della città.